# Принц Ройс
Принс Ройс (англ. Prince Royce, наст. имя: Джеффри Ройс Рохас, 11 мая 1989) — американский певец и автор песен доминиканского происхождения. В раннем возрасте Ройс заинтересовался музыкой, а в подростковом возрасте начал экспериментировать с музыкой и писать стихи. К девятнадцати годам Ройс познакомился с Андресом Идальго, который стал его менеджером. Позже Идальго представил Ройса продюсеру Серхио Джорджу, который сразу же подписал его на свой лейбл, услышав три его демо.

## Ранний период жизни
Джеффри Ройс Рохас родился (11 мая 1989 г.) и вырос в Бронксе, районе Нью-Йорка, штат Нью-Йорк.  Он второй по старшинству из четырех детей, рожденных от доминиканских родителей. Его отец, Рамон Рохас, водил такси, а его мать, Анхела де Леон, работала в салоне красоты. Когда он был молод, Ройс участвовал в хоре в начальной школе, участвовал в шоу талантов и в возрасте тринадцати лет начал писать стихи, которые превратились в сочинение песен. Вспоминая свое первое выступление перед толпой, он сказал: «[В] начальной школе я пел рождественскую песню. Мне было очень комфортно на сцене».

## Дискография
- См. «Prince Royce discography» в англ. Википедии.

Студийные альбомы
- Prince Royce[англ.] (2010)
- Phase II[англ.] (2012)
- Soy el Mismo[англ.] (2013)
- Double Vision[англ.] (2015)
- Five (2017)
- Alter Ego (2020)

## Премии и номинации
- См. «List of awards and nominations received by Prince Royce» в англ. Википедии.